# سوبارو اکس‌تی
سوبارو ایکس‌تی (Subaru XT) خودرویی است که در سال‌های ۱۹۸۵–۱۹۹۱ تولید شده‌است. طراحی آن خودروهای موتور جلو-محور جلو، خودروهای موتور جلو-چهار چرخ متحرک بوده‌است. سیستم جعبه‌دندهٔ آن ۴ و ۵ دنده به دو صورت خودکار و دستی است.